# Sarcophaga fulvicrus
Sarcophaga fulvicrus är en tvåvingeart som först beskrevs av Camillo Rondani 1850.  Sarcophaga fulvicrus ingår i släktet Sarcophaga och familjen köttflugor. Inga underarter finns listade i Catalogue of Life.